# Erzin (district)
Erzin is een Turks district in de provincie Hatay en telt 38.918 inwoners (2007). Het district heeft een oppervlakte van 358,1 km². Hoofdplaats is Erzin.
De bevolkingsontwikkeling van het district is weergegeven in onderstaande tabel.
| 1997   | 2000   | 2007   |
| ------ | ------ | ------ |
| 33.573 | 33.988 | 38.918 |